# Dąb węgierski
Dąb węgierski (Quercus frainetto Ten.) – gatunek roślin z rodziny bukowatych (Fagaceae Dumort.). Występuje naturalnie w środkowej i południowej części Włoch, na Bałkanach po Rumunię i Węgry oraz w Azji Mniejszej (południowe wybrzeże Morza Czarnego). Epitet gatunkowy frainetto pochodzi z języka włoskiego, w którym słowo to jest nazwą zwyczajową tego gatunku.

## Morfologia

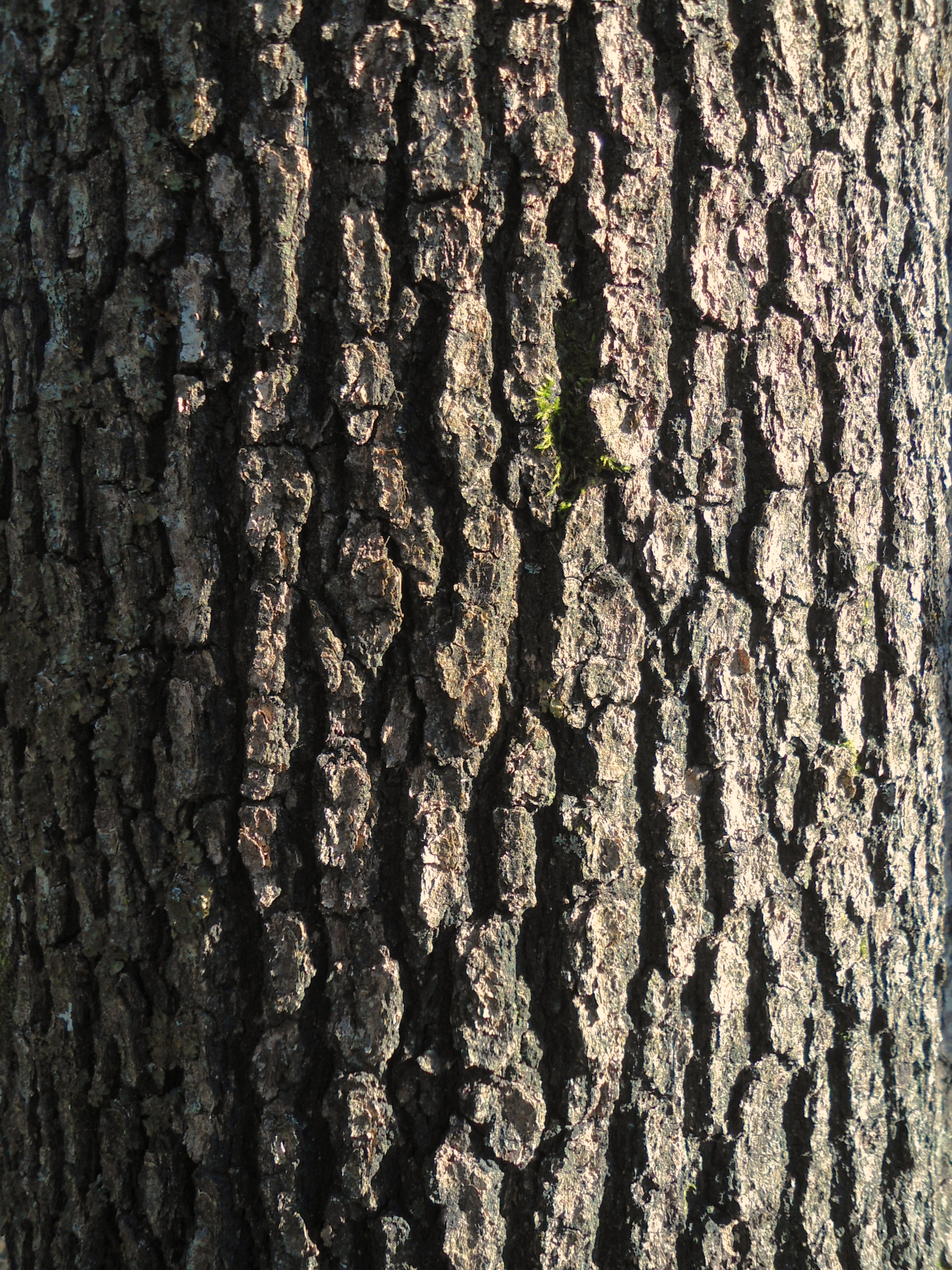
Kora

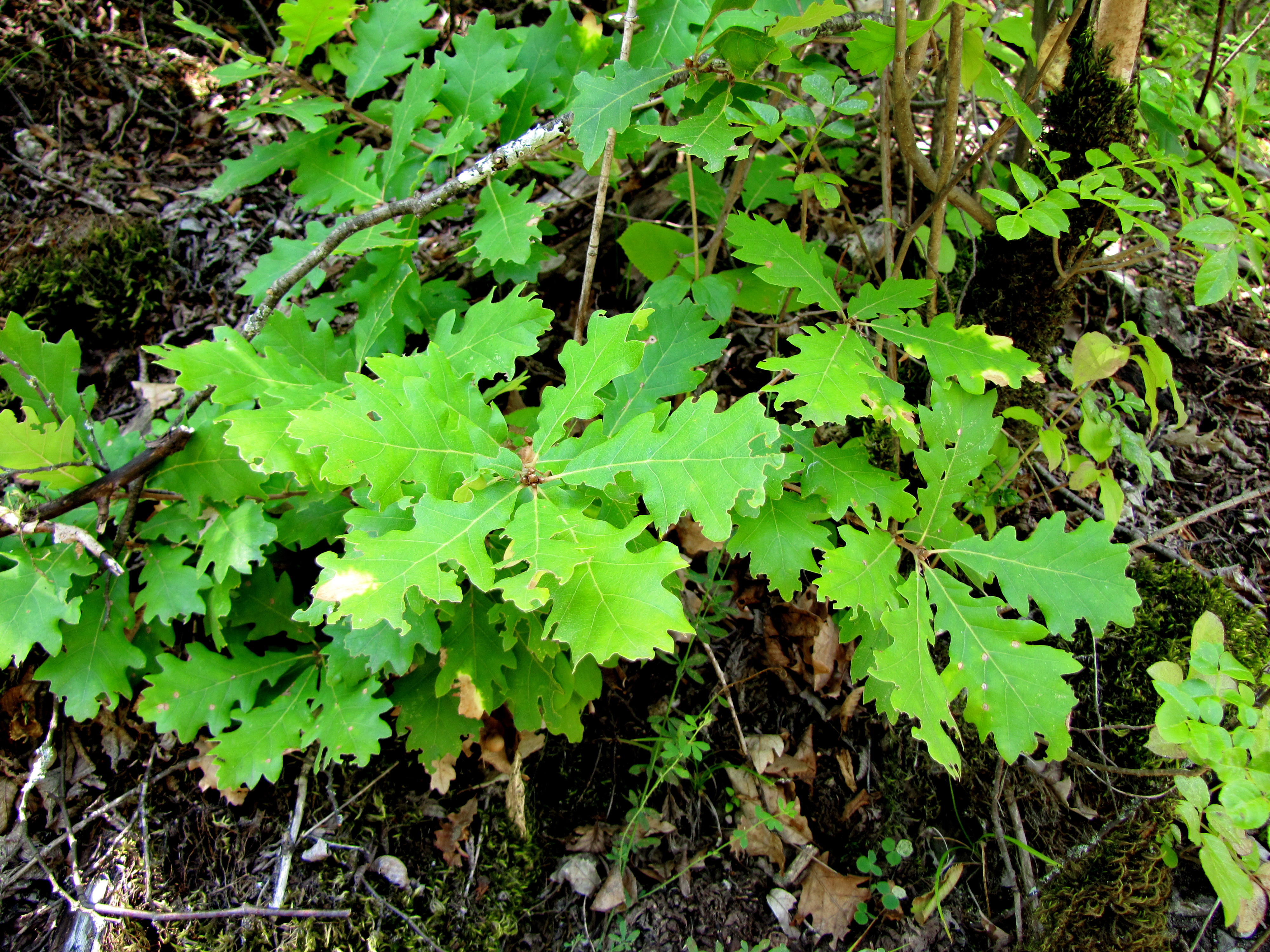
Liście

PokrójZrzucające liście drzewo dorastające do 30 m wysokości (według niektórych źródeł nawet do 38 m wysokości). Korona drzewa jest kulista. Pień osiąga do 2 m średnicy. Kora jest pobrużdżona i ma jasnoszarą barwę. Konary odchodzą promieniście od pnia. Gałązki barwy bladobrązowozielonej są lekko owłosione. Pąki jajowatego kształtu, dorastają do 1 cm długości. Początkowo szkarłatne z czasem stają się bladoszarobrązowe; są pozbawione przylistków.
LiścieGęściej zebrane na końcach gałęzi. Blaszka liściowa ma odwrotnie jajowaty kształt. Mierzy 10–25 cm długości oraz 8–15 cm szerokości (jedne z największych wśród wszystkich gatunków dębu), jest z 6–10 podługowatymi, regularnymi, głęboko wciętymi klapami na brzegu, ma sercowatą lub uszatą nasadę i zaokrąglony wierzchołek (często z trzema małymi klapkami). Górna powierzchnia błyszcząca, nieco szorstka, barwy ciemnozielonej, natomiast od spodu jest miękka i szaro owłosiona. Ogonek liściowy jest owłosiony długości 2–12 mm . Opadnięte liście są relatywnie odporne na gnicie i pozostają na ziemi aż do wiosny.
KwiatyKwiaty męskie są zebrane w zwisające kotki o długości 5–8 cm. Mają złotawobrązową barwę.
OwoceOrzechy zwane żołędziami o podługowato elipsoidalnym kształcie, siedzące lub na krótkich szypułkach, dorastają do 20–25 mm długości (i 12–15 mm średnicy). Osadzone są pojedynczo w miseczkach o półkulistym kształcie, z szerokimi, ściśniętymi i owłosionymi łuskami. Orzechy otulone są w miseczkach do 35–50% ich długości.
Gatunki podobneRoślina jest podobna do dębu bezszypułkowego (Q. petraea), od którego różni się jednak większymi liśćmi z podługowatymi, regularnymi, głęboko wciętymi klapami.

## Biologia i ekologia
Występuje na wysokości do 800 m n.p.m. Jest gatunkiem mrozoodpornym – znosi spadki temperatury do -15 °C. Preferuje stanowiska w pełnym nasłonecznieniu. Dobrze rośnie na wszystkich typach gleb, lecz preferuje dobrze przepuszczalne podłoże. Charakteryzuje się szybkim tempem wzrostu. Kwitnie w maju (według innych źródeł w czerwcu). Jest rośliną wiatropylną. Owoce dojrzewają w tym samym roku.